# وارن بون
وارن بون (بالإنجليزية: Warren Bone)‏ هو لاعب كرة قدم أمريكية أمريكي، ولد في 4 نوفمبر 1964.